# Eusèbe Brunon
Pour les articles homonymes, voir Brunon.
Eusèbe Brunon (en latin Eusebius Bruno) fut évêque d'Angers, consacré le 6 décembre 1047, mort le 27 août 1081.

## Carrière
Guy Jarousseau, par une enquête minutieuse, a établi que ce personnage, dont on ignorait autrefois les antécédents avant sa consécration épiscopale, était d'origine bourguignonne et doit être identifié à un chantre de la cathédrale d'Autun, proche de l'archevêque de Besançon Hugues de Salins. Il développa dans son diocèse le culte de saint Maurice d'Agaune, patron de l'ancien royaume de Bourgogne, également honoré dans la cathédrale Saint-Maurice d'Angers ; il fit lui-même en 1070 un pèlerinage à l'abbaye Saint-Maurice d'Agaune en Valais et en rapporta une relique d'un compagnon du saint ; il négligea au profit de ce culte celui des grands saints angevins Aubin et Maurille.
Il fut élu à Angers à l'initiative du comte Geoffroy Martel (époux d'Agnès de Bourgogne). Il apparaît dans le concile présidé par le pape Léon IX, du 3 au 6 octobre 1049, à Saint-Remi de Reims : il était placé côté nord derrière Hugues de Besançon et Hugues de Nevers. Cette assemblée était spécialement convoquée pour lutter contre la simonie et le nicolaïsme ; il n'y fut aucunement accusé, mais au contraire l'archevêque Gui de Reims le choisit parmi ses conseillers quand il le fut lui-même, et le troisième jour, Hugues de Langres, accusé lui aussi, ayant fui, il fut député avec Frotland de Senlis pour le ramener.
Le comte Geoffroy, qui depuis 1047 retenait l'évêque Gervais du Mans prisonnier, fut convoqué par le pape devant un concile qui devait s'ouvrir à Mayence le 19 octobre 1049 ; il s'abstint de s'y présenter et fut excommunié et l'Anjou frappé d'interdit. Eusèbe dut alors prendre le chemin de Rome, où il obtint quelques accommodements, mais ne fut pas reçu par le pape. Au cours de l'année 1050, ce dernier reconvoqua le comte à Rome, puis à Verceil. Eusèbe prit alors sa plume et fit tenir au pape, sans doute par l'entremise de l'archevêque de Reims, une lettre au ton très hardi.
En 1050, il participa, auprès de ses collègues évêques Guillaume d'Angoulême, Isembert de Poitiers et Arnoul de Saintes (et de la comtesse Agnès de Bourgogne) à la très solennelle dédicace de la nouvelle abbaye de Saint-Jean-d'Angély. La même comtesse obtint de son gendre l'empereur Henri III une relique de saint Nicolas pour l'abbaye Saint-Nicolas d'Angers, et la translation eut lieu le 23 octobre 1052. En 1062 se fit à Angers la dédicace du monastère Saint-Sauveur de l'Évière, présidée par l'archevêque Hugues de Besançon, aux côtés des évêques Vulgrin du Mans et Quiriac de Nantes.
L'évêque Eusèbe Brunon est surtout resté dans les mémoires pour la proximité qu'il eut longtemps avec Bérenger de Tours, qui était depuis 1040 archidiacre et trésorier épiscopal d'Angers. La conception de l'eucharistie formulée par Bérenger fut condamnée une première fois lors d'un synode tenu à Rome en 1050 par le pape Léon IX, et ensuite dans pas moins de treize autres assemblées jusqu'en 1079. Eusèbe Brunon fut tenu par des contemporains comme soutien et fauteur de l'hérésie de son archidiacre : ainsi, lorsque le roi Henri Ier convoqua sur cette affaire, à Paris, une assemblée fixée le 16 octobre 1051, l'évêque Théoduin de Liège lui adressa une lettre Contra Brunonem et Berengarium ; de même l'abbé Durand de Troarn, dans son livre Contra Berengarium et ejus sectatores, composé vers 1053/54, écrit que Bérenger se déroba à cette assemblée parisienne et resta auprès de son évêque Brunon parce que celui-ci s'était notoirement laissé entraîner dans son hérésie. Cependant, le comte Geoffroy Martel, qui soutenait aussi Bérenger, étant mort en novembre 1060, les évêques présents à la dédicace de Saint-Sauveur de l'Évière en 1062 se réunirent dans une chapelle d'Angers sous la présidence d'Hugues de Besançon ; tous blâmant la conduite de Bérenger, Eusèbe Brunon rédigea une formule de conciliation pour les apaiser. Bérenger lui écrivit ensuite pour lui exprimer son désaccord et pour lui demander de fixer le lieu et la date d'une nouvelle réunion publique où l'on disputerait la question ; l'évêque lui répondit en l'invitant à s'abstenir désormais des disputes publiques et en lui conseillant de s'en tenir à la foi commune de l'Église, afin d'éviter le scandale et le trouble.
En mars 1067, il ne participa pas lui-même au synode réuni à Saumur par le légat pontifical Étienne, qui excommunia le comte Geoffroy le Barbu, accusé de violences contre le clergé, et investit (implicitement) à sa place son frère Foulques le Réchin, mais il contresigna après coup ses décisions. Dans ses dernières années, il eut des démêlés violents avec son métropolitain l'archevêque de Tours Raoul de Langeais : celui-ci était en conflit à la fois avec le comte Foulques le Réchin, que soutenait Eusèbe, avec les chanoines de Saint-Martin de Tours, et avec d'autres puissances. Une notice écrite en 1083 par un chanoine rapporte que dans une lettre adressée à l'évêque Arnaud du Mans, l'archevêque avait traité Eusèbe de porc, et qu'Eusèbe avait répondu en le traitant de bouc. Selon un poème conservé dans la Pancarte Noire du cartulaire de Saint-Martin, l'archevêque Raoul, ne pouvant chanter la messe à la Saint-Martin, avait désigné l'évêque Arnaud pour le remplacer, mais le doyen des chanoines, estimant que l'archevêque outrepassait ses pouvoirs, s'y était opposé et avait choisi Eusèbe à la place. L'évêque d'Angers participa au concile réuni à Poitiers en janvier 1078 par Hugues de Die, légat du pape Grégoire VII ; il y porta témoignage contre l'archevêque Raoul, mais cette assemblée s'acheva dans la confusion.
Sous son gouvernement, l'école épiscopale d'Angers fut florissante : elle fut d'abord dirigée par l'archidiacre Renaud le Grammairien, disciple de Fulbert de Chartres, auteur d'Annales allant de 965 et 1075, d'un recueil de miracles de saint Florent et d'hymnes, et ensuite par Marbode, élève du précédent, rénovateur de la poésie latine, et plus tard évêque de Rennes. L'évêque Eusèbe lui-même, prélat pieux et savant, composa des hymnes, dont il reste une dizaine, et commenta l'Écriture. On conserve d'autre part plusieurs lettres de lui. Il abdiqua peu avant sa mort, puisque son successeur fut ordonné le 6 août 1081 et que lui-même mourut le 27 août. Marbode lui composa une épitaphe.